# Ламберт I от Нант
Ламберт I (на френски: Lambert I; † между 1 септември и 10 ноември 836/837 г.) е граф на Нант 9818 – 831), префект, маркграф на Бретонска марка (818 – 831) и херцог на Сполето (834 – 836) след баща си Гуидо Нантски I († сл. 819) от фамилията Гвидони от Австразия.

## Биография
През 834 г. Ламберт I загубва Бретонската марка, понеже участва във въстанието на Лотар I против Лудвиг Благочестиви и отива в изгнание в Италия при Лотар I. Същата година Лотар I го поставя за херцог на Сполето.
Ламберт I умира между 1 септември и 10 ноември 836/837 г. от епидемия.

## Фамилия
Ламберт се жени за Адалхайд от Лангобардия (* след 800 г.), най-голямата дъщеря на Пипин от Италия. Двамата имат пет деца:
1. Видо I, граф и херцог на Сполето; ∞ Итана, дъщеря на Сико I, херцог и принц на Беневенто, от фамилията Велфи
2. Дода, абатеса на манастир Saint-Clément в Нант, 846 абтеса на Craon (Mayenne)
3. Ламберт (X 1 май 852), граф „ex territorio Nannetense ortus“; ∞ 850/851 Ротруда, дъщеря на император Лотар I (Каролинги)
4. Варнарий, граф в Бретан 841, † екзекутиран 853
5. ? Кунрад (Cohunradus, Cunerad), „patruus“ и „patruelis“, маркграф, граф на Lecco